# Marcha verde
La invasión marroquí del Sahara español, llamada por el gobierno de Marruecos como la marcha verde  (en árabe: المسيرة الخضراء‎), fue la invasión y posterior ocupación militar de la entonces provincia española del Sahara, iniciada el 6 de noviembre de 1975.
En esa época, el gobierno español se disponía a abandonar el territorio como parte de la descolonización de África, al igual que anteriormente había otorgado la independencia a Guinea Ecuatorial en 1968. Los saharauis aspiraban a formar un Estado independiente. El plan marroquí consistió en transportar a 350.000 civiles con unidades militares armadas camufladas entre ellos. Fue diseñado por el Departamento de Estado de los Estados Unidos y contó con su apoyo logístico y el de la CIA. El motivo del apoyo estadounidense y francés a Marruecos fue que preferían un Sahara marroquí a un Sahara títere o satélite de Argelia, rival regional de Marruecos y que además estaba en el bloque comunista.
Marruecos obtuvo el control de la mayor parte del antiguo Sáhara español, que sigue manteniendo a día de hoy. La negativa del pueblo saharaui a someterse a la monarquía marroquí dio lugar al conflicto del Sahara Occidental, aún hoy no resuelto, y cuyo principal episodio fue la guerra del Sahara Occidental.

## Antecedentes

### España en el Sáhara Occidental
Desde finales del siglo XIX, Francia había consolidado su presencia e influencia en el terreno económico y político en Marruecos, alterando el statu quo que sostenía la unidad del Imperio Jerifiano y las posesiones del sultán. Además, otras potencias europeas también tenían intereses en Marruecos: España contaba con varias colonias en la costa mediterránea y Gran Bretaña tenía grandes lazos comerciales en la región.
En un contexto de competición imperialista, Francia quería expandirse en Marruecos para equilibrar su posición con la de Gran Bretaña. A pesar de las inquietudes españolas y británicas, Francia conseguiría que ambos países dieran su visto bueno a la futura ocupación francesa de la mayor parte de Marruecos, permitiendo que el litoral mediterráneo de Marruecos quedara en la zona de influencia española y excluyendo a Gibraltar, que permanecería bajo control británico. Finalmente, en octubre de 1904, se estableció un acuerdo franco-español sobre la repartición de Marruecos.
En enero de 1906 tiene lugar la Conferencia internacional de Algeciras para tratar la cuestión marroquí, a la que asisten representantes de once potencias europeas (incluyendo a España y Francia), Estados Unidos y Marruecos. Finalmente, con la firma del Tratado de Fez en 1912 Francia las potencias europeas dieron luz verde al proyecto del protectorado francés en Marruecos.
En noviembre de ese mismo año, con la firma del Tratado de Madrid, España reivindicaba el ejercicio de un protectorado en los extremos norte y sur de Marruecos. La región meridional de protectorado español comprendía un territorio desértico de unos 23.000 km2 que pasaría a conocerse como Sáhara Occidental o Sáhara Español.La principal razón para la reclamación española de esta región desértica fue geoestratégica, puesto que se quería evitar la presencia de otra potencia europea frente a las costas canarias. Por ello, la ocupación efectiva del territorio no tuvo lugar hasta años más tarde. A pesar de ello, para la población saharaui la colonización española significó discriminación, segregación, sometimiento, cooptación de líderes tribales y aculturación.
España dividió inicialmente el Sáhara en dos distritos administrativos independientes, Río de Oro, al sur, y Saguía el Hamra, al norte. Posteriormente, se atribuyó a Marruecos la región de Tarfaya, en la que nunca había tenido presencia. Durante la Segunda República Española, la región comenzó a ser conocida como el "Sáhara Español". Es en este momento cuando la presencia española, inicialmente limitada a las zonas costeras, se expandió progresivamente hacia el interior del territorio, incluyendo las áreas más desérticas. Esto marcó el inicio de la ocupación efectiva de toda la región, que pasó a depender de la Capitanía General de Canarias. Por su parte, los líderes tribales saharauis firmaron un acuerdo de sometimiento amistoso, consolidando la denominación de Sáhara Español, que abarcaba también la ciudad de Ifni. Con la guerra civil española se impulsó aún más el proceso de colonización, transformando la limitada presencia costera en una verdadera expansión territorial. A finales de los años 40, durante el franquismo, se realizaron numerosas expediciones con el objetivo de obtener una visión más amplia de las posibilidades de explotación económica de la región.

### La independencia de Marruecos y la situación del Sáhara
En 1956, la independencia de Marruecos se hizo efectiva por la presión ejercida por el Ejército de Liberación Marroquí, lo que suponía la abolición del protectorado y de las divisiones entre la zona española y la francesa. Sin embargo, el problema de la integridad territorial no quedó resuelto, ya que no se incluyeron ciertos territorios en la unificación, entre los que se encontraba el Sáhara Occidental, territorio que los nacionalistas marroquíes reclamaban.El movimiento nacionalista, que englobaba agrupaciones políticas de distinto signo como el partido conservador del Istiqlal (que posteriormente se desintegró formando la progresista Unión Nacional de Fuerzas Populares) y el Partido Comunista Marroquí (que posteriormente se transformó en Partido de la Liberación y del Socialismo, PLS en 1968 y Partido del Progreso y del Socialismo, PPS en 1974), exigía la restauración de la integridad territorial que los pactos de independencia no habían conseguido recuperar.
El reclamo del movimiento nacionalista de Marruecos, además de reproches encubiertos a la monarquía (en primer lugar a Mohamed V y posteriormente a Hassan II), culpable de los pactos con Francia y España, desencadenó también una batalla bélica dirigida en 1957 por el Ejército de Liberación Marroquí (conocido en España como "Bandas Armadas") en las regiones de Ifni y el Sahara Occidental. Así, a través de la guerra de Ifni (1957-1958), el Ejército de Liberación Marroquí intentó hacer realidad la idea del Gran Marruecos.
A pesar de que Marruecos no logró obtener los territorios saharauis, la entrada de España en Naciones Unidas en 1955 implicaba asumir las obligaciones de descolonización incluidas en la Carta de las Naciones Unidas.España intentó evitar la descolonización declarando al Sáhara la provincia número 53 en 1958, otorgando por tanto la nacionalidad española a la población saharaui.En la provincia del Sáhara, el gobierno español promovió la concepción de un territorio aislado de su entorno marroquí y mauritano, con el objetivo de distanciar al máximo a la población saharaui del contacto natural con sus vecinos.En este sentido, un documento marcado como "secreto" por el Alto Estado Mayor español en abril de 1960, denominado El Sahara español y los territorios vecinos y redactado en relación con la provincialización de Ifni y el Sáhara, planteaba "sustraer a nuestros saharauis de la influencia de mauritanos y marroquíes" y ejecutar "una política antimarroquí, pero no nacionalista", lo que constituyó el fundamento de la política española para los años venideros.
Por su parte, la ONU nunca aceptó la provincialización como una justificación para no descolonizar el territorio. Por ello, en 1960, la Asamblea General de la ONU incluyó al Sáhara Occidental en la lista de territorios no autónomos y sometidos a escrutinio del Comité de Descolonización.

Sin embargo, el régimen franquista se negaría a facilitar un proceso de descolonización, creando además más infraestructuras, explotando los recursos mineros de la región y sedentarizando a parte de la población saharaui.De esta manera, las relaciones de España con el pueblo saharaui se fueron deteriorando. Esta situación se mostró claramente en los incidentes de Jatarrambla de 1970. En este sentido, el general Pardo de Santallana, gobernador del África Occidental Española entre 1954 y 1957, explica esta situación por:
"La falta de interés por parte del gobierno de España en aquellos territorios (...) con la asignación de unos ridículos presupuestos (...); la escasa valoración política y la precaria información que se tuvo y se ejerció por parte de los administradores con las tribus del desierto (...); y la escasa visión de futuro al no integrar, con más representatividad y con la celeridad que requería el momento, a la juventud del pueblo saharaui."

### El nacionalismo saharaui frente al marroquí
A pesar de las pretensiones españolas, en 1969 empezaría a emerger un ideal nacionalista entre algunos estamentos de la sociedad saharaui. En Marruecos un conjunto de jóvenes saharauis estudiantes en Rabat, incluyendo al fundador del Frente Polisario, El Uali Mustafa Sayed, empezaba a sentar los cimientos de una "alternativa nacional" para el Sáhara a comienzos de la década de 1970, proponiendo un plan de descolonización  que se inclinaba hacia el nacionalismo árabe progresista de aquel periodo, en contraposición al del régimen marroquí. 
La defensa de la liberación del territorio saharaui llevaron a la represión por parte de la policía marroquí de unas manifestaciones en solidaridad con el pueblo saharaui que tuvieron lugar en Tantán en 1972.  En ese momento, Hasán II, según diversos autores, veía su trono amenazado por una prolongada crisis interna y de represión conocida como los "años de plomo", que incluso llevó al ejército de su país a protagonizar dos intentos fallidos de golpe de Estado en 1971 y en 1972.Así, la cuestión del Sáhara la que se convirtió en la vía para legitimar el trono marroquí y generar un consenso con los partidos de la oposición, que igualmente concebían al Sáhara como parte de Marruecos.

### La no descolonización Sáhara
En 1970, la Organización de las Naciones Unidas aprobó la Resolución 2711, que solicitaba a España la celebración en su provincia del Sáhara Español de un referéndum de autodeterminación, en el marco general de la descolonización de África que afectaba a las potencias colonizadoras europeas. 
Tras negarse en un principio a celebrarlo, España accedió en 1974 a la celebración, movida por la presión en el territorio —en 1973 se fundó el Frente Polisario, que luchaba por la independencia de la provincia— y la presión internacional. Con el objetivo de realizar el referéndum de autodeterminación, el gobierno español elaboró un censo de la población del Sáhara e hizo constar a las Naciones Unidas su disposición a llevar a cabo la consulta.Posteriormente, el gobierno anunció que el referéndum tendría lugar en 1975. Esta situación no era nueva para el gobierno español, ya que en 1968 había tenido que celebrar un referéndum para dar la independencia a la Guinea Española, que se acabaría convirtiendo en la actual Guinea Ecuatorial.
A su vez, en un último intento por no perder el territorio, se creó el Partido de la Unidad Nacional Saharaui, un partido títere saharaui proespañol. Sin embargo, a las presiones internas de la guerrilla del Frente Polisario, se unieron las demandas de los dos países vecinos - Marruecos y Mauritania - que cuestionaban la posible independencia del Sáhara español y reclaman para sí la devolución de esos territorios por pertenencia histórica.
Marruecos se oponía de frente a la consulta, y pidió al Tribunal Internacional de Justicia que se pronunciara sobre si el Sahara era res nullius. La ONU pidió a España que paralizase el proceso hasta que la Corte se pronunciase, y Hasán II, rey de Marruecos, incluyó en enero de 1975 también en el litigio a Ceuta y Melilla.Tras la paralización del proceso para llevar a cabo el referéndum, la ONU tomó dos medidas: 
- Enviar una misión del Comité de Descolonización para recoger las demandas de la población saharaui.
- Pedir una opinión jurídica al Corte Internacional de Justicia[7]

### La respuesta internacional y la posición marroquí
La observación de la misión visitadora que tuvo lugar en mayo de 1974 concluyó que la población saharaui quería la salida de España y la formación de un país independiente. Además, quedó patente que la principal fuerza política del país era el movimiento de liberación nacional del Frente Polisario. Sin embargo, estas conclusiones no serían públicas hasta meses más tarde.
Ante la gran posibilidad de que la Corte de La Haya se pronunciase en contra de la posición marroquí, el Majzén comenzó a preparar un golpe de efecto que asegurase su soberanía sobre el Sáhara. Así, el 26 de septiembre de 1975, pocas semanas antes de la publicación del dictamen de la CIJ, Hasán II convocó una reunión secreta en la que se informó a los gobernadores de la organización de una marcha para liberar el territorio saharaui de la colonización española. A pesar del secretismo, hubo filtraciones de información y la CIA comunicó a Henry Kissinger las intenciones de Marruecos. Como respuesta, Estados Unidos pidió contención al rey marroquí para evitar una desestabilización de la región. También el gobierno español acabó estando al corriente de los planes marroquíes.
A su vez, para llevar a cabo dicha operación, se motivó una visión favorable de la opinión pública al respecto, manipulando las conclusiones de las instancias de las Naciones Unidas ante el público marroquí. Tan solo dos días antes de la publicación de la resolución del CIJ, un portavoz de la misión permanente marroquí en la ONU expresó que el informe de la misión que visitó la región era favorable a la tesis de Marruecos, asegurando que la descolonización del Sahara debía concluir con la restauración de la integridad territorial marroquí.

Por su parte, la Corte Internacional de Justicia emitió su dictamen el 16 de octubre de 1975, declarando que el territorio del Sáhara no era res nullius cuando los españoles llegaron al territorio. Además, el CIJ también afirmó que las reclamaciones históricas de Marruecos y Mauritania por la existencia de vínculos de vasallaje o sumisión entre algunas tribus y los sultanes vecinos no formaban una base para poder reclamar la soberanía sobre el territorio saharaui. Por tanto, esos vínculos históricos no podían sustituir el derecho de autodeterminación de la población autóctona del territorio.

"El tribunal no ha comprobado la existencia de vínculos jurídicos de tal naturaleza que puedan modificar la aplicación de la A/RES/1514 (XV) en cuanto a la descolonización del Sáhara Occidental y, en particular, la aplicación del principio de autodeterminación." - Dictamen de la Corte Internacional de Justicia, octubre de 1975.
Así, Marruecos se vio prácticamente obligado a elegir entre aceptar la autodeterminación de los habitantes del Sáhara, con el peligro de perder su territorio, o enfrentar el aislamiento internacional como consecuencia de desacatar las doctrinas y resoluciones de la ONU. Sin embargo, pese a que esa fuese la conclusión del Tribunal de La Haya, en el texto sí que se reconocían vínculos legales históricos de lealtad entre el sultán de Marruecos y algunas tribus saharauis, algo que sería utilizado por el rey marroquí Hassan II para justificar su intervención en el territorio y recurrir la decisión del CIJ. La ambigüedad del veredicto de La Haya, que radicaba en admitir las tres lógicas (vínculos de fidelidad al sultán, derechos territoriales de las tribus y la obligación de poner en práctica la resolución 1514 para la descolonización del Sahara), aunque finalmente se determinara que la última era la predominante, permitió a Marruecos continuar reclamando su soberanía sobre el Sáhara apoyado en la lógica de la ley islámica. Para respaldar públicamente el proyecto de la llamada Marcha Verde, al igual que había ocurrido con el informe de la misión del Comité de Descolonización, Hassan II interpretó públicamente el dictamen de la Corte Internacional de Justicia como favorable a la marroquinidad del Sáhara. Para ello, tomó como base el párrafo 162 de la resolución: 
"Los elementos e informaciones de que ha tenido conocimiento la Corte muestran la existencia, en el momento de la colonización española, de lazos jurídicos de pleitesía entre el sultán de Marruecos y algunas de las tribus que vivían en el territorio del Sahara Occidental" - Dictamen de la Corte Internacional de Justicia, 16 de octubre de 1975.
Así, en el anuncio de la Marcha Verde el mismo día 16 de octubre de 1975, el monarca afirmó que "el derecho ha prevalecido sobre la injusticia" y que "la instancia internacional ha reconocido que existían lazos jurídicos y de pleitesía entre Marruecos y el Sahara", omitiendo las conclusiones finales del dictamen. De esta forma, propuso, como forma última de reintegrar el Sáhara en Marruecos, una marcha pacífica de 350.000 voluntarios de todo el país que entrarían en el territorio saharaui solo armados con ejemplares del Corán y banderas marroquíes.
A esta situación se unió la coyuntura política interna en España: el 30 de octubre de 1975, un Franco enfermo traspasó sus poderes al príncipe Juan Carlos y el 3 de noviembre era operado en su palacio de El Pardo y posteriormente hospitalizado. El Gobierno español estuvo entonces dispuesto a abandonar la provincia del Sáhara y sus obligaciones internacionales. A pesar de la abrumadora superioridad militar y logística de las Fuerzas Armadas españolas asentadas en el Sáhara Occidental en relación con las fuerzas armadas marroquíes, el Gobierno español temía que el conflicto con Marruecos pudiera derivar en una guerra colonial abierta en África. El año anterior, la dictadura portuguesa había sido derrocada por las fuerzas armadas portuguesas en la conocida como "Revolución de los claveles" después de verse empantanado durante años en guerras coloniales en Angola y Mozambique. Por lo tanto, con el fin de evitar la guerra y preservar en lo posible sus futuros intereses en el territorio, España accedió a entablar negociaciones bilaterales directas con Marruecos, incorporando también a Mauritania, que había planteado exigencias similares.
Ante la escalada de tensión en la región, el Consejo de Seguridad de las Naciones Unidas aprobó por consenso el 22 de octubre la Resolución 377, en la que hizo «un llamamiento a las partes involucradas e interesadas para que den muestras de caución y moderación y permitan que la misión del Secretario General se emprenda en condiciones satisfactorias». El 2 de noviembre aprobó también la Resolución 379, en la que «habiendo tomado nota con preocupación de que sigue siendo grave la situación en la región», exhorta a las partes a «evitar cualquier acción unilateral o de otra índole que pueda intensificar más la tirantez en la región» y pide al secretario general de las Naciones Unidas que prosiga con su cometido.
Sin embargo, a pesar de las recomendaciones de la ONU, Marruecos no renunció al golpe de efecto que supondría esa Marcha Verde para ejercer presión sobre el debilitado gobierno español con el objetivo de apropiarse del Sáhara Occidental o de al menos una parte del territorio.

## Desarrollo de la Marcha Verde

### Llamamiento y organización
En este contexto, Hasán II instó al pueblo marroquí a realizar una marcha «pacífica», principalmente de niños y mujeres desarmados, para recuperar los territorios del Sahara ocupados por España. A las columnas de civiles que marchaban hacia el sur vía Tarfaya se unieron también 25 000 soldados de las Fuerzas Armadas Reales, que se dirigían a la provincia española por el este.
Para la realización de la marcha, para la que se necesitaban 350.000 voluntarios y 127.800 toneladas de mercancías, se requirió una gran preparación logística. Fueron necesarios 2100 vehículos, 6000 camiones y autobuses requisados y 113 trenes.
El gobierno marroquí se hizo también cargo de supervisar la proveniencia de los participantes en la marcha, entre los que predominaron los del sur marroquí, entre Marrakech y Agadir, superando los 120.000 participantes. Por su parte, las ciudades de la costa atlántica sumaron 72.000 voluntarios, mientras que el norte marroquí quedó infrarrepresentando, contando con sólo 6.500 marchadores de Tánger a Uxda. En el caso del área que limitaba con el Sáhara, la provincia de Tarfaya contó con 15.000 participantes, sumando 18.000 de Tiznit y 20.000 de Errachidía. Así, se convocó una marcha inmensa que supuso para los marroquís una reivindicación de su identidad nacional.

### Invasión

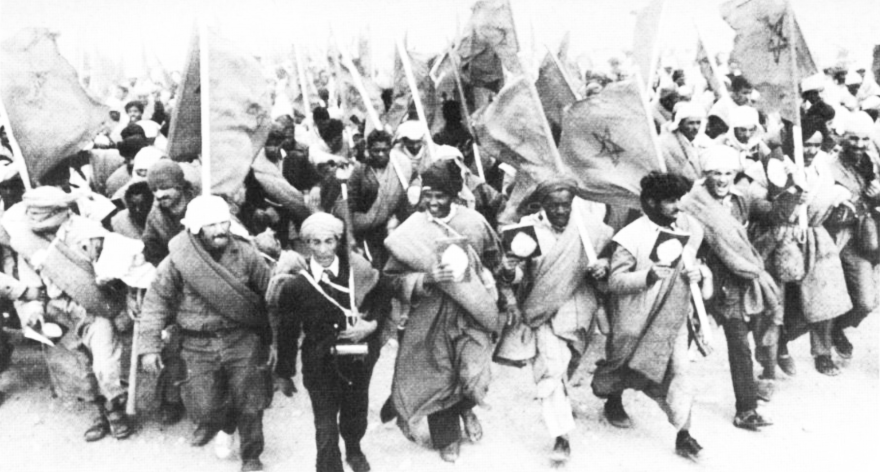
Parcipantes en la denominada marcha verde

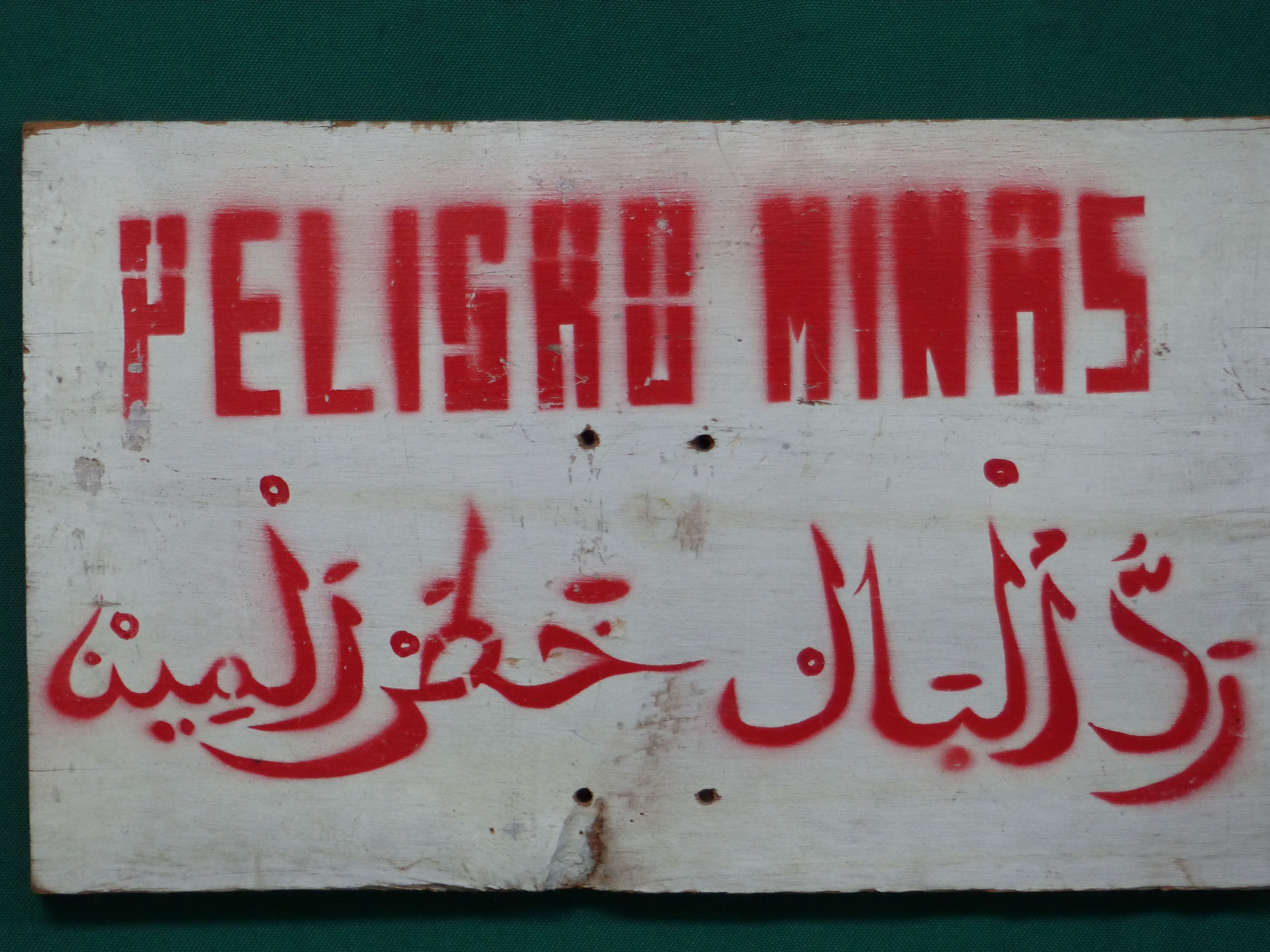
Cartel de advertencia de minas en el Sáhara Occidental.

El día 4 de noviembre, el general Gómez de Salazar, jefe del sector del Sahara, consideró llegado el momento de poner en práctica la llamada "Operación Marabunta" para cerrar el paso de las columnas marroquíes en las tres direcciones más probables de penetración. No se descartaba la posibilidad de que, tras el escudo humano del personal civil, constituido por los peregrinos de la Marcha Verde, pudiesen intervenir columnas de ejército marroquí con el pretexto de defender a los caminantes.
El 5 de noviembre, Hasán II anunció que al día siguiente los civiles cruzarían la frontera. Las fuerzas españolas, siguiendo órdenes del Gobierno, se replegaron a unos kilómetros de la frontera, minaron la zona y se colocaron inmediatamente detrás. A las 10:33 horas del día 6, los primeros voluntarios de la marcha cortaron la alambrada que delimitaba la frontera e invadieron la provincia, adentrándose en territorio español cercano al puesto fronterizo de Tah, que asaltaron por la fuerza. Por la tarde, unos 50 000 civiles se encontraban acampados ya en territorio español.
De manera inmediata el Consejo de Seguridad de Naciones Unidas se volvió a pronunciar aprobando otra resolución, la 380, en la que «deplora la realización de la marcha» e «insta a Marruecos a que retire inmediatamente del territorio del Sáhara Occidental a todos los participantes en la marcha», así como volver a hacer un llamamiento al diálogo. Sin embargo, y en el marco de la Guerra Fría, Estados Unidos y Francia dieron su beneplácito a la anexión marroquí del territorio, ya que Argelia y el Frente Polisario eran cercanos a la Unión Soviética.
El día 9, tras la visita del ministro de la Presidencia español Carro a Agadir para negociar con el monarca alauí, el rey dio la orden de repliegue y los civiles abandonaron la provincia española.

### La población saharaui ante la Marcha Verde
El gran proyecto marroquí ignoró por completo los habitantes del territorio que se pretendía anexionar. La simbología religiosa, unida a las reivindicaciones monárquicas, negaron completamente la identidad saharaui y la posibilidad de pasar a ser considerados como ciudadanos, en lugar de súbditos. En consecuencia, desde el mismo inicio de la marcha, se generó un conflicto que se alarga hasta nuestros días.

### Acuerdo Tripartito y salida española del territorio

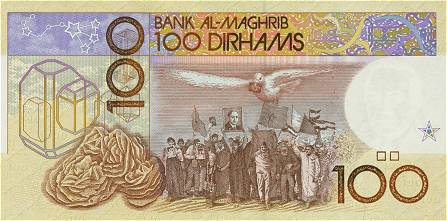
Billete de 100 dirhams marroquíes conmemorando la marcha verde.

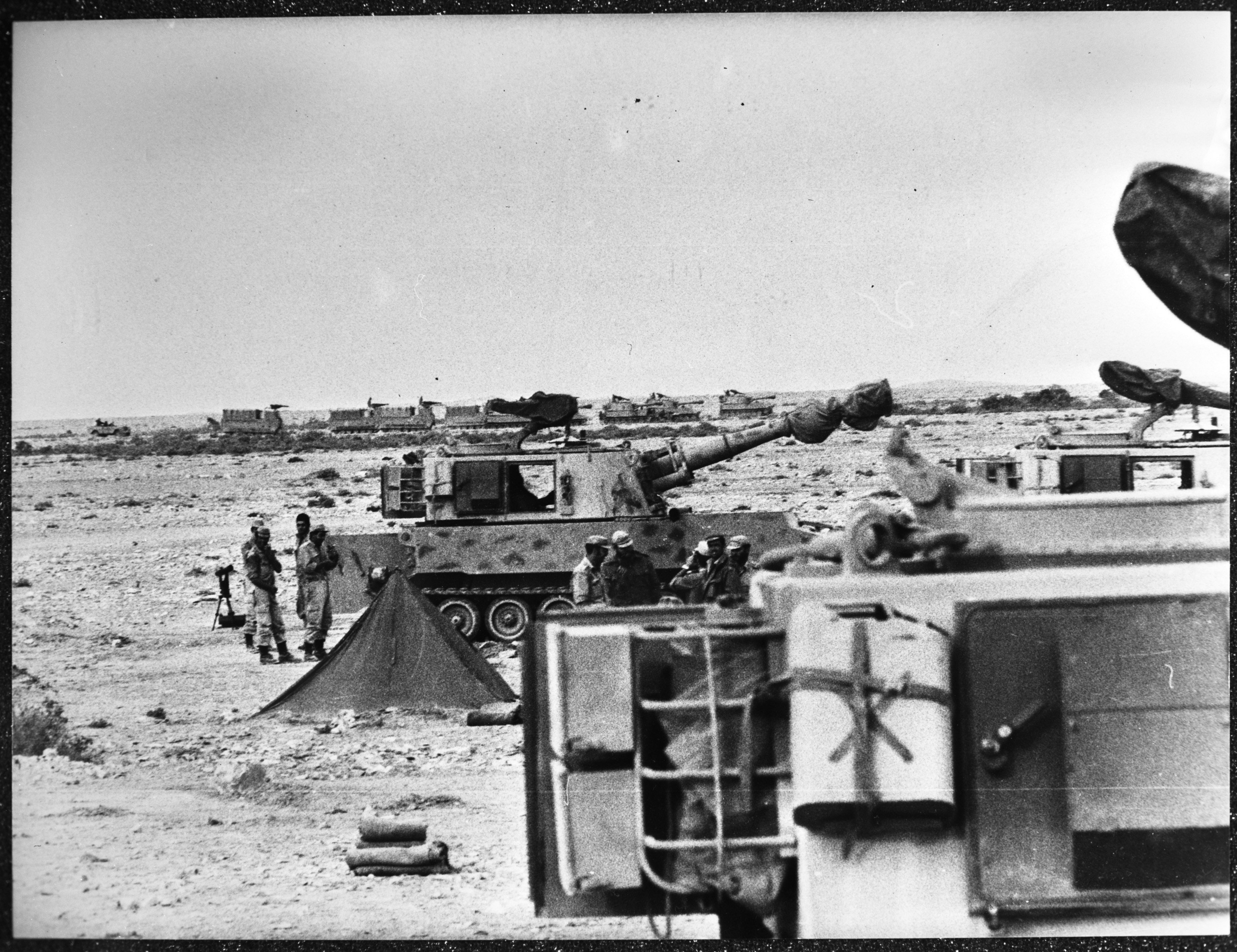
Tropas españolas en el Sáhara, 14 de noviembre de 1975

Una semana después, con Juan Carlos de Borbón como jefe de Estado en funciones —Franco ya agonizaba en Madrid—, España, Marruecos y Mauritania firmaron el Acuerdo Tripartito de Madrid el 14 de noviembre de 1975, en el que España reiteró su intención de descolonizar el Sahara «poniendo término a las responsabilidades y poderes que tiene sobre dicho territorio como potencia administradora» e instituyó una administración temporal «en la que participarán Marruecos y Mauritania, en colaboración con la Yemaá», la asamblea de notables tribal, estableciendo que esta sería la expresión de la opinión del pueblo saharaui. Por último, se estableció que España pondría fin a su presencia en el territorio antes del 28 de febrero de 1976.Así, el territorio se repartió entre los dos países vecinos: Saguía el Hamra pasaría a formar parte de Marruecos y Río de Oro de Mauritania.
El 10 de diciembre, la Asamblea General de las Naciones Unidas aprobó —España, Marruecos y Mauritania votaron a favor— la Resolución 3458 B, en la que se reafirmaba «el derecho inalienable de todas las poblaciones saharianas originarias del territorio a la libre determinación» y se pedía a las partes «una consulta libre organizada con el concurso de un representante de las Naciones Unidas designado por el secretario general».
El 26 de febrero de 1976, el representante permanente de España ante las Naciones Unidas Jaime de Piniés comunicaba que el Gobierno español daba por terminada definitivamente su presencia en el territorio, ya que cesaba «su participación en la Administración temporal que se estableció para el mismo (sic)», pero matizando que «la descolonización culminará cuando la opinión de la población saharaui se haya expresado válidamente».

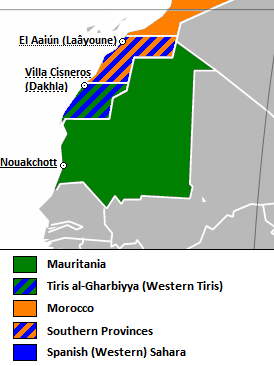
En inglés, partición del Sahara Occidental según el Acuerdo Tripartito de Madrid. Mauritania se retiraría en 1979 y su zona fue ocupada por Marruecos.

Un día después, Marruecos transmitió al secretario general de las Naciones Unidas que «la Yemaá del Sahara, reunida en sesión especial el 26 de febrero de 1976 en El Aaiún, ha aprobado por unanimidad la reincorporación del territorio del Sahara a Marruecos y Mauritania, de conformidad con las realidades históricas y con vínculos que han unido siempre a la población sahariana con esos dos países». Dicha decisión sería contraria al dictamen del 16 de octubre de 1975 del Tribunal Internacional de Justicia:

El material y la información que se le han presentado [al Tribunal Internacional de Justicia] no demuestran la existencia de ningún vínculo de soberanía territorial entre el territorio del Sahara occidental y el Reino de Marruecos o el complejo mauritano. Por lo tanto, la Corte no ha encontrado vínculos jurídicos de naturaleza tal que puedan influir en la aplicación de la resolución 1514 (XV) [sobre la concesión de la independencia a los países y pueblos coloniales] en lo que respecta a la descolonización del Sahara occidental y, en particular, en la aplicación del principio de la libre determinación mediante la libre y auténtica expresión de la voluntad de los pueblos del territorio.

Con la retirada de las fuerzas españolas, y basándose en la decisión de la Yemaá, Marruecos ocupó la zona septentrional y oriental del territorio y Mauritania, la meridional.

## Consecuencias
Tras la firma del Acuerdo Tripartito de Madrid, parte de la población saharaui abandonó el territorio, instalándose en campamentos de refugiados en Tinduf, en el sur de Argelia. Este campamento constituiría la base para la proclamación de la República Árabe Saharaui Democrática (RASD) por parte del Frente Polisario el 26 de febrero de 1976, además del comienzo de una guerra de guerrillas tras la retirada de las últimas tropas españolas. Argelia sería el primer país en reconocer a la RASD, lo que llevaría a Marruecos a romper relaciones con el país hasta 1988, cuando la ONU propuso un plan de paz que planteaba determinar un plazo para la celebración del referéndum de autodeterminación. Para ese momento, ya eran 71 los estados que habían reconocido oficialmente a la república saharaui.
Por su parte, Mauritania abandonó todos los reclamos sobre su parte en agosto de 1979 y cedió esta área al Frente Polisario, pero en cambio fue ocupada rápidamente por Marruecos. No obstante, Mauritania conservó para sí un pequeño puesto de avanzada en La Güera para preservar la seguridad de su principal puerto de Nuadibú.  Argelia llegó a enviar tropas en apoyo de los saharauis a las profundidades del territorio, pero finalmente se retiraron después de la batalla de Amgala en enero de 1976.
  

La guerra del Sáhara Occidental se alargaría durante quince años, entre 1976 y 1991, oponiendo al movimiento de liberación saharaui y los estados ocupantes, implicando además una militarización del territorio.La guerra entre el Frente Polisario y el ejército marroquí llegó a enfrentar también al ejército argelino con el de Marruecos. En 1990, la ONU y la Organización de la Unidad Africana consiguieron que Marruecos y el Frente Polisario alcanzasen un Plan de Arreglo que incluía un cese de las hostilidades armadas, la instalación de la Misión Internacional de Naciones Unidas para el referéndum en el Sáhara Occidental (MINURSO) como fuerza internacional de observación y la preparación de un referéndum de autodeterminación. A pesar del acuerdo, Marruecos tenía el objetivo de legalizar la ocupación y declaró que solo aceptaría un referéndum que "confirmara la marroquinidad del Sáhara". 

Muros marroquíes en el territorio del Sahara Occidental, durante la guerra del Sahara Occidental (1975-1991). En amarillo, el territorio bajo control del Frente Polisario.

Actualmente la situación sigue sin resolverse. La Misión de Naciones Unidas para el referendo en el Sahara Occidental sigue activa, pero Marruecos la rechaza, argumentando que no le corresponde supervisar la situación de los derechos humanos en el Sahara. Para el derecho internacional, España sigue siendo la potencia administradora del Sahara Occidental —el Acuerdo Tripartito de Madrid no es válido, pues según la ONU «no transfirió la soberanía sobre el Territorio ni confirió a ninguno de los signatarios la condición de Potencia administradora, condición que España, por sí sola, no podía haber transferido unilateralmente»— y Marruecos lo ocupa.Mientras tanto, las cuatro décadas de prolongación del conflicto han conformado un estado saharaui, la RASD, en el exilio, en los campamentos de refugiados al suroeste de Argelia.
Marruecos hizo oficial en 2007 un plan de autonomía para el Sáhara. El gobierno español -al igual que otros- rechazó el plan marroquí de autonomía para el Sáhara. Sin embargo, en el año 2022, el presidente Pedro Sánchez del PSOE cambió sorprendentemente la tradicional política exterior española respecto al Sahara Occidental sin contar con el congreso español ni con sus socios de gobierno. El ministro español de Asuntos Exteriores, José Manuel Albares, dijo que la propuesta de Marruecos de 2007 para ofrecer la autonomía del Sáhara Occidental era la "base más seria, realista y creíble" para poner fin a la disputa de décadas por el vasto territorio". La aceptación de ese plan por el gobierno español se produjo después de que Estados Unidos lo aceptaran previamente (en el caso de EE. UU. durante el gobierno de Donald Trump, a cambio de que Marruecos reconociera oficialmente a Israel). Este drástico giro de la política exterior española provocó la reacción de Argelia contra España. Argelia apoya la autonomía e independencia del Sahara Occidental y esto es motivo de enfrentamiento permanente con su vecino Marruecos.